# Sylvisorex vulcanorum
Sylvisorex vulcanorum es una especie de musaraña de la familia Soricidae.

## Distribución geográfica
Se encuentra en la selva de altura de Burundi, al este de la República Democrática del Congo, Ruanda y Uganda.

## Hábitat
Su hábitat natural son: montañas, y pantanos. 